# Daviesia obovata
Daviesia obovata är en ärtväxtart som beskrevs av Porphir Kiril Nicolai Stepanowitsch Turczaninow. Daviesia obovata ingår i släktet Daviesia, och familjen ärtväxter. Inga underarter finns listade i Catalogue of Life.